# 中舞鶴駅
中舞鶴駅（なかまいづるえき）は、かつて京都府舞鶴市余部下に存在した日本国有鉄道（国鉄）舞鶴線支線（通称中舞鶴線）の駅（終着駅）。

## 歴史
- 1919年（大正8年）7月21日：鉄道院舞鶴線の駅として開業[1]。一般駅[1]。
- 1963年（昭和38年）2月1日：荷物の取扱を廃止[1]。駅無人化。
- 1972年（昭和47年）11月1日：廃止[1]。

## 駅構造
1面1線のホームと数本の側線を持つ地上駅で、有人駅時代には丹後街道沿いに駅舎があったが、駅無人化後に取り壊され、廃止時にはホームと待合室のみの駅であった。
駅北側にある舞鶴重工業（後の日立造船、現在のジャパン マリンユナイテッド）舞鶴事業所へ続く専用線が存在した。
なお、駅跡地は公園として整備されC58 113号機が保存されている。

## 利用状況
太平洋戦争末期の1944年（昭和19年）には1日5,000人以上の乗降客数があり、舞鶴・小浜両線から海軍工廠への直通貨物列車も多数運転されていた。
しかし戦後になると旅客需要は減退し、運転本数も減少。廃止される5年前の1967年（昭和42年）には朝夕の6往復まで運転本数は削減されていた。なお山陰本線からの直通運転は廃止直前まで維持された。

## 現在の駅周辺
- 海上自衛隊舞鶴地方総監部
- ジャパン マリンユナイテッド舞鶴事業所
- 中舞鶴公園
- 読売新聞舞鶴支局
- 京都北都信用金庫中舞鶴支店
- 京都交通「造船所前」バス停

## 隣の駅
日本国有鉄道
舞鶴線支線（中舞鶴線）
北吸駅 - 中舞鶴駅